# Cantone di Fontaine-Seyssinet
Il Cantone di Fontaine-Seyssinet è una divisione amministrativa dell'arrondissement di Grenoble.
A seguito della riforma approvata con decreto del 18 febbraio 2014, che ha avuto attuazione dopo le elezioni dipartimentali del 2015, è passato da 2 a 3 comuni più una frazione.

## Composizione
I 3 comuni facenti parte prima della riforma del 2014 erano:
- parte del comune di Fontaine
- Seyssinet-Pariset
- Seyssins

Dal 2015 il cantone comprende una frazione di Fontaine e i 3 comuni di:
- Claix
- Seyssinet-Pariset
- Seyssins